# Христо Стайков
Христо Нанев Стайков е български политик. Кмет на Стара Загора в периода 23 април 1964 – 8 юли 1971 г.

## Биография
Роден е в Малко Търново през 1915 г. Завършва средно образование в Стара Загора, а след това го довършва в Казанлък. След това започва работа в Околийския и Градския комитет на БКП. В отделни периоди работи и в Околийския комитет на ОФ и Окръжния народен съвет. В неговия кметски мандат са открити редица сгради от първостепенно значение за Стара Загора като новата сграда на Автогарата, кино „Комсомол“, Завод „Светлина“, Сградостроителния комбинат и други. Също така по време на мандата му на 12 октомври 1967 г. се ражда 100-хилядният гражданин на Стара Загора. След това, на 24 януари 1970 г., е открит и първият супермаркет в града. На 8 април 1985 г. е обявен за почетен гражданин на Стара Загора. Същата година получава орден „Георги Димитров“.